# 楽駆
楽駆（らいく、1996年11月30日 - ）は、日本の俳優。大分県由布市出身、オフィス作所属。

## 略歴
2017年夏、所属事務所主催ワークショップオーディションにて、応募者数500人以上の中より選ばれ芸能界入り。
2019年、映画『最初の晩餐』での演技が評価され、第34回高崎映画祭最優秀新人男優賞を受賞する。

## 人物
- 趣味: 漫画・映画鑑賞、スケートボード、ラーメン巡り[2]
- 特技:サッカー[2]

## 出演

### テレビドラマ
- インベスターZ 第1話・第3話、第6話（2018年7月14日・28日、8月18日、テレビ東京） - 同級生A 役
- ハケン占い師アタル 第7話（2019年2月28日、テレビ朝日） - 代々木匠（若い頃） 役
- 我が家のヒミツ 第1回（2019年3月3日、NHK BSプレミアム）
- 女の機嫌の直し方（2019年3月17日 - 31日、日本テレビ） - 松坂竣 役
- 電影少女 -VIDEO GIRL MAI 2019- 第1話（2019年4月12日、テレビ東京） - 平本淳 役
- W県警の悲劇 第5話（2019年8月24日、BSテレ東） - 立川大輔 役
- ハイポジ 1986年、二度目の青春。 第1話 - 第4話、第10話・第11話（2020年1月12日 - 2月2日、3月15日・22日、テレビ大阪・BSテレ東） - ラブ高のタツオ 役[4]
- 駐在刑事 Season2 第1話（2020年1月24日、テレビ東京） - 森園健太 役[5]
- 一億円のさようなら 第3話（2020年10月11日、NHK BSプレミアム・BS4K） - 本城卓郎 役
- 夢中さ、きみに。 第2話・第3話、最終話（2021年1月15日・22日、2月5日、MBS 他5局） - 江間譲二 役[6]
- アノニマス〜警視庁“指殺人”対策室〜 第6話（2021年3月1日、テレビ東京） - 荒井翔太 役[7]
- 大豆田とわ子と三人の元夫（2021年4月13日 - 6月15日、カンテレ・フジテレビ系） - 黒部諒 役[8]
- 正義の天秤 第4話（2021年10月16日、NHK総合） - 渋川孔太 役[9]
- 明日、私は誰かのカノジョ（2022年4月13日 - 6月29日、MBS・TBS） - 辻壮太 役[10]
- ユニコーンに乗って 第9話（2022年8月30日、TBS） - 若宮理人 役[11]
- 俺の美女化が止まらない!?（2023年4月6日 - 5月25日、テレビ東京） - 主演・斉藤晴臣 役[12]
- ケイジとケンジ時々ハンジ 第2話（2023年4月20日、テレビ朝日） - 屋敷マモル 役
- 埼玉のホスト（2023年7月26日 - 9月20日、TBS） - 赤坂ゲンジ 役[13]
- 墜落JKと廃人教師 Lesson2（2024年6月19日 - 7月24日、MBS・TBS） - 落合詞 役[14]
- シュガードッグライフ（2024年8月4日 - 9月29日、朝日放送テレビ・テレビ朝日） - 東海林璃仁 役[15]
- イグナイト -法の無法者- 第4話（2025年5月9日、TBS） - 川島圭 役
- 能面検事 第3話（2025年7月25日、テレビ東京） - 吉野佑真 役[16]
- じゃあ、あんたが作ってみろよ（2025年10月〈予定〉 - 、TBS） - 吉井太平 役[17]

### 配信ドラマ
- 病室で念仏を唱えないでください 〜サトリ研修医・田中玲一〜 第1話（2020年1月11日配信、Paravi） - 森剛志 役
- Life 線上の僕ら（2020年6月19日 - 7月10日配信、Rakuten TV・ビデオマーケット） - 西夕希 役[18]
- お茶にごす。 第9話・第10話（2021年3月5日配信、Amazonプライム・ビデオ） - 矢瀬 役[注 1]
- ショート・プログラム「プラス1」（2022年3月1日配信、Amazon Prime Video）- 杉本 役[19][20]
- あなたに聴かせたい歌があるんだ 第2話 - 第5話・第7話（2022年5月20日、Hulu） - 松浦蓮二 役

### 映画
- いとまごい（2018年10月20日公開）
- 女の機嫌の直し方（2019年6月15日公開、吉本興業） - 松坂竣 役
- 最初の晩餐（2019年11月1日公開、KADOKAWA）- 東シュン（青年時代）役[21]
- 地獄少女（2019年11月15日公開、ギャガ） - 一目連 役[22]
- 鬼ガール!!（2020年10月16日公開[注 2]、SDP） - 蒼月忍（学生時代） 役[23]
- SHORT TRIAL PROJECT 2020「嫌われたくないからで。」（2021年3月26日公開、and pictures） - 城山トオル 役[24]
- 明け方の若者たち（2021年12月31日公開、パルコ） - 石田 役[25]
- 青めぐる青（2022年4月25日配信、大分市ロケーションオフィス） -  江藤舜 役[26]
- 熱のあとに （2024年2月2日公開、ビターズエンド） -  詩音 役
- 遺書、公開。（2025年1月31日公開、松竹）[27]-山根裕基 役

### 舞台
- ヤパン・モカル公演「ロストエンジェルス」（2019年11月1日・3日、下北沢 小劇場B1） - 関口まなととダブルキャスト出演[28]

### MV
- 関取花「逃避行」（2020年2月20日）[29]
- 崎山蒼志『find fuse in youth』[30]
  - 「Samidare」（2020年11月1日）
  - 「Heaven」（2020年12月1日）
  - 「Undulation」（2021年1月1日）
- -KARMA-「恋人」（2021年4月14日）
- 樽木栄一郎「虹色ジャーニー」 (2023年7月12日)